# Erika Krause

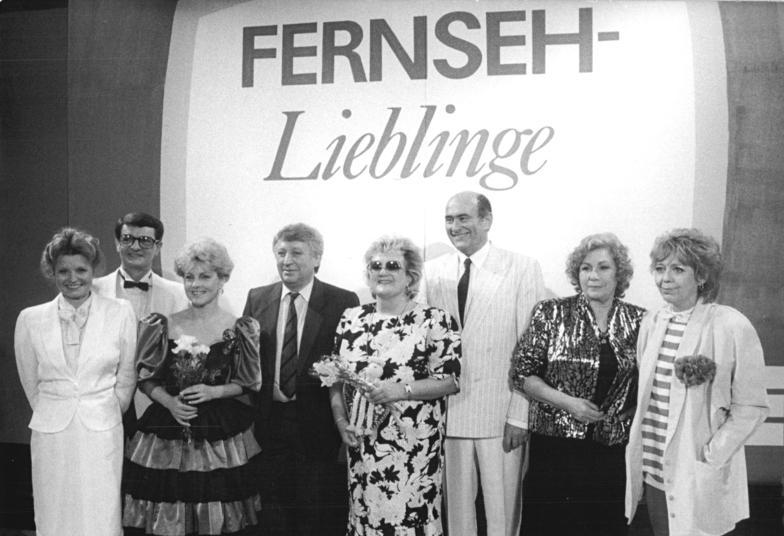
Erika Krause (Zweite von rechts) als Fernsehliebling 1987

Erika Krause (* 4. Juli 1924 in Singen (Hohentwiel) als Erika Ernst; † 2. Februar 2017 in Rangsdorf) war eine deutsche Moderatorin, Quizmasterin und Buchautorin.

## Werdegang
Die gelernte Kindergärtnerin war zunächst 1943 im „Erntekindergarten“ Herzogswalde tätig, danach bis 19. April 1945 Leiterin des Kindergartens in Wilsdruff. Dort trat sie bereits auch als Leiterin  einer Laienspielgruppe in Erscheinung. Bei Märchenaufführungen, für die sie auch die Bühnenbilder schuf oder künstlerischem Schattenspiel, bei dem sie mittels selbst gefertigter Figuren z. B. Szenen aus Frau Holle an der weißen Wand entstehen ließ, konnte sie Zeugnis von ihrem „großen Talent“ ablegen. Nach Kriegsende moderierte sie zunächst die Veranstaltungsreihen Was ihr wollt (1947), Nächte in Shanghai (1947), Kinderball im Weltenall (ab 1958) und Wie du mir – so ich dir (ab 1963). Nachdem der in der Kongresshalle stattfindende Schülerwettstreit Kinderball im Weltenall im Deutschen Fernsehfunk übertragen wurde, begann ihre Karriere als Quizmasterin.

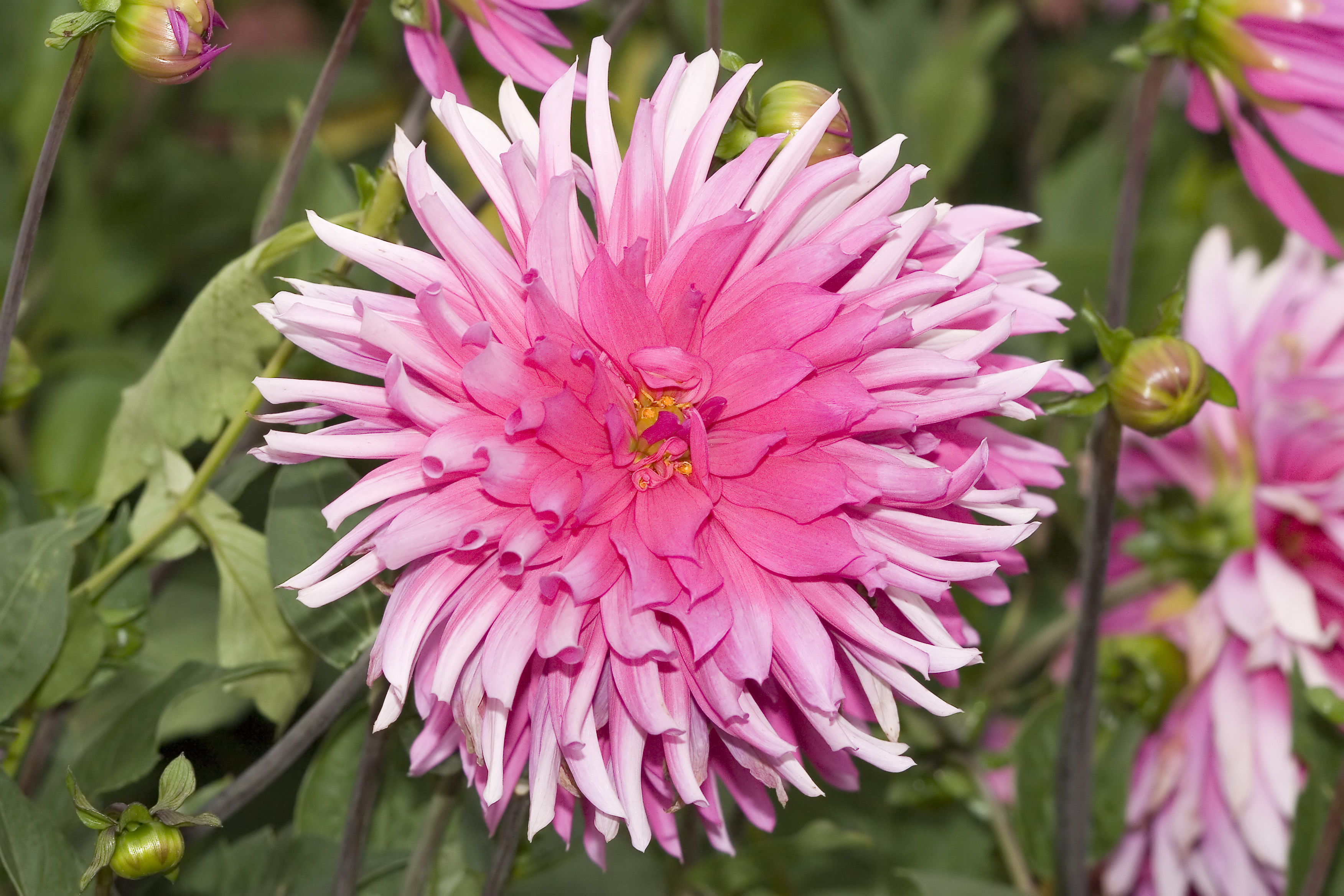
Zu Ehren der Fernsehmoderatorin wurde eine Dahlie benannt.

Ab dem 27. Oktober 1968 moderierte sie die von ihr erdachte Ratgebersendung Du und Dein Garten im Deutschen Fernsehfunk. In der Sendung gab Krause zahlreiche Tipps für Kleingärtner. Sie erfreute sich in der DDR großer Beliebtheit und erreichte Einschaltquoten von bis zu 30 %. Zweimal wurde sie mit dem Publikumspreis Fernsehliebling ausgezeichnet. Die Sendung, von der in 35 Jahren insgesamt 483 Folgen entstanden, wurde nach der Wende bis zum Dezember 2003 beim ORB fortgeführt. In den 1990er Jahren verfasste Krause auch einige Ratgeber-Bücher für Hobbygärtner.
Zwischen 1996 und 2000 moderierte Krause die Sendung Einfach genial im MDR. Außerdem moderierte sie Veranstaltungen auf der agra in ihrem langjährigen Wohnort Markkleeberg.
2004 ging sie in den Ruhestand. Kurz darauf wurde bei ihr Alzheimer diagnostiziert. Seither lebte sie in einer Seniorenresidenz in Rangsdorf bei Berlin. Am 2. Februar 2017 starb sie im Alter von 92 Jahren. Erika Krause fand ihre letzte Ruhe auf dem Waldfriedhof Berlin-Oberschöneweide.

## Publikationen
- Du und Dein Garten. Verlag für die Frau, Leipzig 1997, ISBN 978-3-7304-0448-5.
- Balkon-Freuden. Verlag für die Frau, Leipzig 1998, ISBN 3-932720-51-2.
- Mein blühendes Jahr. Buchverlag für die Frau, Leipzig 1999, ISBN 3-89798-005-3.